# 羅江奎星閣
羅江奎星閣位於四川省德陽市羅江縣，文物遺址年代判定為清代。2007年6月1日公佈為四川省第七批文物保護單位。